# Ann Miller

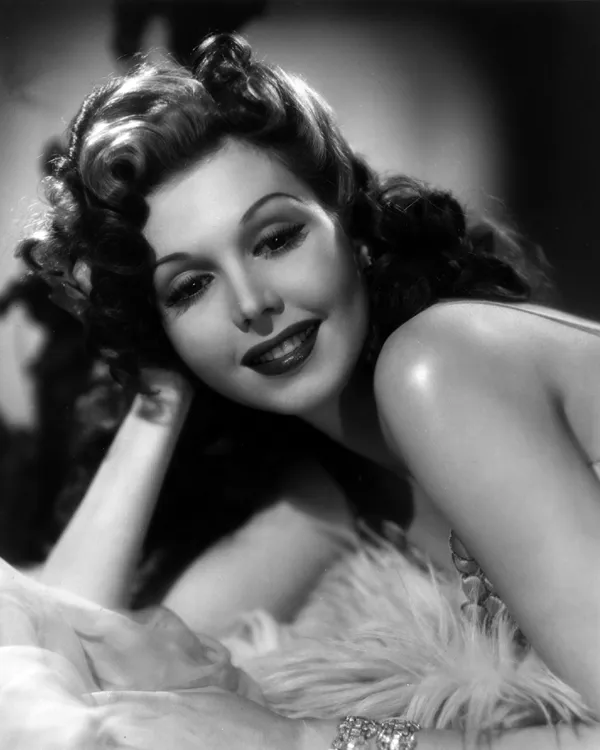
Ann Miller (1941)

Ann Miller (eigentlich Johnnie Lucille Ann Collier; * 12. April 1923 in Houston, Texas; † 22. Januar 2004 in Los Angeles, Kalifornien) war eine US-amerikanische Schauspielerin und Tänzerin.

## Leben und Karriere
Die Texanerin Ann Miller wurde von ihrer ambitionierten Mutter bereits früh auf eine Karriere im Showgeschäft gedrillt. Sie nahm zunächst Stepptanzunterricht und übernahm ab 1934 kleinere Filmauftritte. Bereits 1937 erhielt sie bei RKO Pictures einen Vertrag, nachdem ihre Familie den Produzenten mit einer falschen Geburtsurkunde vorgegaukelt hatte, sie sei 18 Jahre alt. Dies führte unter anderem dazu, dass sie bereits mit 15 Jahren in Frank Capras mit zwei Oscars ausgezeichneter Komödie Lebenskünstler eine Ehefrau spielte. Ab Anfang der 1940er-Jahre war sie zunächst bei Columbia Pictures beschäftigt, wo sie in zahllosen B-Filmen und kostengünstig hergestellten Musicals wie What’s Buzzin’ Cousin? oder Eve Knew Her Apples auftrat. Vom Studio oft als zweite Heldin neben Jinx Falkenburg eingesetzt, war Miller festgelegt auf die Darstellung eher leichtlebiger Revuemädchen mit einem Herz aus Gold.
Ihr ganzes Talent als Tänzerin kam jedoch erst mit dem Wechsel zu Metro-Goldwyn-Mayer 1946 zur vollen Entfaltung. MGM hatte gerade das berühmte „goldene Zeitalter des Musicals“ unter der Ägide von Arthur Freed, Stanley Donen und Vincente Minnelli begonnen. Studioboss Louis B. Mayer war auch persönlich von Miller angetan und bot ihr mehrfach an, ihn zu heiraten. Sie lehnte die Anträge so verbindlich und freundlich ab, dass Mayer ihr die Entscheidung nie übel nahm oder nachtrug. 

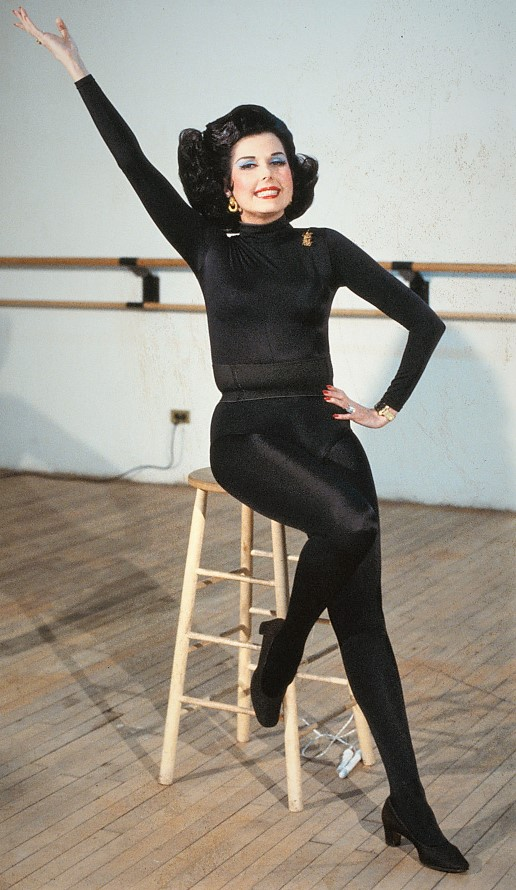
Ann Miller im Musical Sugar Babies (1979)

In der Folgezeit war Ann Miller in Filmen wie Ein Bandit zum Küssen, Osterspaziergang, Heut’ gehn wir bummeln und Karneval in Texas zu sehen. In der mit sehr viel Aufwand und in 3-D produzierten Broadway-Adaption Küß mich, Kätchen! stahl Miller als Bianca praktisch den Film von Kathryn Grayson und Howard Keel. Miller wurden Charisma, ein attraktives Äußeres sowie Gesangs- und Tanztalent bescheinigt, es fehlte ihr jedoch nach Ansicht von Kritikern das dramatische Talent, um Hauptrollen zu spielen. Daher spielte sie nicht selten wie in Osterspaziergang das glamouröse Showgirl, das mit der Hauptdarstellerin in Konkurrenz um einen Mann tritt. Mit dem Niedergang des Musicals gegen Mitte der Dekade beendete Miller ihre Filmkarriere im Jahr 1956.
In der Folgezeit war Ann Miller, deren Markenzeichen eine enorm hochtoupierte Frisur wurde, die auch bei den wildesten Tanzroutinen nicht aus der Fassung geriet, als erfolgreiche Solotänzerin in exklusiven Nachtklubs und im Fernsehen zu sehen. 1969 übernahm sie von Angela Lansbury die Hauptrolle in der Broadway-Produktion Mame und war am Broadway zuletzt 1979 in der Revue Sugar Babies zu sehen. 1993 gab sie Tim Allen alias Tim Taylor in der Fernsehserie Hör mal, wer da hämmert (2. Staffel, Folge 16) als Mrs. Keeney ebenso beweglich wie amüsant Tanzunterricht. David Lynch konnte sie 2001 zu einer Nebenrolle in seinem hochgelobten Film Mulholland Drive – Straße der Finsternis überreden.
Ann Miller war dreimal verheiratet, alle Ehen wurden geschieden. Sie hatte auch Affären mit Louis B. Mayer, Howard Hughes und Conrad Hilton. Sie starb mit 80 Jahren an Lungenkrebs und wurde auf dem Holy Cross Cemetery in Culver City, Kalifornien, beigesetzt.

## Filmografie (Auswahl)
- 1934: Anne of Green Gables
- 1937: New Faces of 1937
- 1937: The Life of the Party
- 1937: Bühneneingang (Stage Door)
- 1938: Radio City Revels
- 1938: Lebenskünstler (You Can’t Take It with You)
- 1938: Die Marx Brothers: Zimmerdienst (Room Service)
- 1938: Tarnished Angel
- 1940: Too Many Girls
- 1940: Hit Parade of 1941
- 1940: Melody Ranch
- 1941: Time Out for Rhythm
- 1942: True to the Army
- 1942: Priorities on Parade
- 1943: Reveille with Beverly
- 1943: What’s Buzzin’ Cousin?
- 1944: Hey, Rookie
- 1944: Carolina Blues
- 1945: Eadie Was a Lady
- 1945: Eve Knew Her Apples
- 1946: Sambafieber (The Thrill of Brazil)
- 1948: Osterspaziergang (Easter Parade)
- 1948: Ein Bandit zum Küssen (The Kissing Bandit)
- 1949: Heut’ gehn wir bummeln (On the Town)
- 1950: Brustbild, bitte! (Watch the Birdie)
- 1951: Karneval in Texas (Texas Carnival)
- 1951: Drei Frauen erobern New York (Two Tickets to Broadway)
- 1952: Männer machen Mode (Lovely to Look at)
- 1953: Small Town Girl
- 1953: Küß mich, Kätchen! (Kiss Me Kate)
- 1954: Tief in meinem Herzen (Deep in my Heart)
- 1955: In Frisco vor Anker (Hit the Deck)
- 1956: Das schwache Geschlecht (The Opposite Sex)
- 1956: The Great American Pastime
- 1971: Dames at Sea (Fernsehfilm)
- 1976: Won Ton Ton – der Hund, der Hollywood rettete (Won Ton Ton: The Dog Who Saved Hollywood)
- 1982: Love Boat (The Love Boat; Fernsehserie, zwei Folgen)
- 1990: Mein Vater ist ein Außerirdischer (Out of This World; Fernsehserie, eine Folge)
- 1993: Hör mal, wer da hämmert (Home Improvement; Fernsehserie, eine Folge)
- 2001: Mulholland Drive – Straße der Finsternis (Mulholland Dr.)